# Salerno Challenger 1991
Il Salerno Challenger 1991 è stato un torneo di tennis facente parte della categoria ATP Challenger Series nell'ambito dell'ATP Challenger Series 1991. Il torneo si è giocato a Salerno in Italia dal 1 al 7 luglio 1991 su campi in terra rossa.

## Vincitori

### Singolare
Guillermo Pérez Roldán ha battuto in finale  Claudio Pistolesi con il punteggio di 4–6, 6–1, 6–3

### Doppio
Marcos Ondruska /  Nicolás Pereira hanno battuto in finale  Emilio Benfele Álvarez /  Pietro Pennisi con il punteggio di 6–4, 6–4